# Microsoft Visual Studio
Visual Studio include un set complet de instrumente de dezvoltare pentru generarea de aplicații ASP.NET, Servicii Web XML, aplicații desktop și aplicații mobile. 
Visual Basic, Visual C++, Visual C# și Visual J# toate folosesc același mediu de dezvoltare integrat (IDE) care le permite partajarea instrumentelor și facilitează crearea de soluții folosind mai multe limbaje de programare. 
Aceste limbaje permit să beneficieze de caracteristicile .NET Framework care oferă acces la tehnologii cheie care simplifica dezvoltarea de aplicații web ASP și XML Web Services cu Visual Web Developer.

## Istoric Versiuni

### Visual Studio 4.0
Înainte de lansarea versiunii 4 produsele Visual Basic, Visual C + +, Visual FoxPro și SourceSafe s-au vândut separat.
Visual Basic a fost disponibil în acel moment deja la versiunea 3.
Scopul a fost de introducere pentru Windows 95 îmbinarea în mod corespunzător a produselor.

### Visual Studio 97
Visual Studio 97 poartă numele de cod Boston.
Visual Studio 97 era disponibilă în edițiile Professional Edition și Enterprise Edition. Visual Basic 5.0, Visual C++ 5.0 pentru programarea Windows; Visual J++ 1.1 pentru programarea Java; Visual FoxPro 5.0 pentru dezvoltarea de date de baze. Visual InterDev pentru crearea paginilor web utilizând Active Server Pages.

### Visual Studio 6.0 (1998)
Visual Studio 6.0 are numele de cod Aspen și este ultima versiune care rulează pe platforma 9x.
Include suport pentru Internet Explorer 4.0, control HTML dinamic, Windows NT 5.0 și componente de infrastructură precum Microsoft Message Queue server, serviciul  Active Directory și tehnologia Microsoft's Zero Administration. Era comercializat în două ediții Professional și Enterprises. Versiunea Enterprises include caracteristici care nu regăsim în versiunea Professional precum:
- Application Performance Explorer
- Automation Manager
- Microsoft Visual Modeler
- RemAuto Connection Manager
- Visual Studio Analyzer

### Visual Studio .NET 2002
A fost lansat în februarie 2002 și poartă numele de cod Rainier.
Este disponibilă în 4 ediții: Academic, Professional, Enterprise Developer și Enterprise Architect.
Microsoft a introdus un limbaj de programare nou denumit Microsoft C # care se bazează pe .Net Framework. Este prima versiune de Visual Studio care se bazează pe platforma Windows NT.

### Visual Studio .NET 2003
Lansat în aprilie 2003 este un upgrade minor pentru Visual Studio .Net 2002 cu numele de cod Everett. Acesta include un upgrade la .Net Framework versiunea 1.1 și este prima versiune care sprijină dispozitivele mobile utilizând ASP.NET sau .NET Compact Framework.
În afară C++, C# și Visual Basic include o versiune .NET a Java numit J # (cu care nu se pot ținti serverele J2EE).
Prin intermediul NET CLR (Common Language Runtime) se pot încorpora codul din limbajele cum ar fi COBOL, Fortran și mai puțin cunoscutele Curriculum Mondrian, Oberon, și Oz. Este disponibilă în 4 ediții: Academic, Professional, Enterprise Developer și Enterprise Architect.
Noul instrument include conectivitatea cu bazele de date sistemele Oracle cu caracteristici îmbunătățite de securitate.

### Visual Studio 2005
Visual Studio 2005 are numele de cod Whidbey. Versiunea suportă Windows 2000 sau versiuni mai noi.
Pe data de 14 decembrie 2006 Microsoft a lansat primul Service Pack pentru Visual Studio 2005.
Visual C + + 2005 susține compilarea pentru x86-64 (AMD64 și Intel 64) și IA-64 (Itanium).

### Visual Studio 2008
Visual Studio 2008 are numele de cod Orcas și este prima versiune care permite dezvoltatorilor să folosească versiuni de .NET Framework. Visual Studio este bazat pe platforma de design .NET Framework 3.5, setul de instrumente .NET 3.0 a introdus versiuni actualizate ale ASP.NET, ADO.NET, Visual Basic, C# și CLR.
Pentru interoperabilitatea și gestionarea codului mașină, Visual C++ introduce STL/CLR, care este un port de C++ Standard Template Library (STL) conține containere și algoritmi pentru gestionarea codului. Microsoft a lansat primul Service Pack pentru Visual Studio 2008 pe data de 11 august 2008.

### Visual Studio 2010
Visual Studio 2010 are numele de cod Dev10 și a fost lansat pe 12 aprilie 2010 alături de .NET Framework 4.
Visual Studio 2010 are un editor nou care utilizează WPF (Windows Presentation Foundation), sprijină interfața de tip Ribbon, suportă monitoare multiple, Windows 7 multitouch, funcționalitatea SharePoint, instrumente de Windows Azure și IntelliTrace, un nou produs care ajută la eradicarea bug-urilor irepetabile.
Va veni furnizată împreună cu Expression Studio, Business & Enterprise Servers și Microsoft Office și în versiunile Ultimate și Premium.

## Add-On
Pentru Visual Studio s-au creat add-on-uri care sprijină alte limbaje de programare. Unele dintre acestea sunt:
- Crystall, care permite compilarea programele noastre Delphi în Visual Studio
- IronPython acest lucru permite programarea în mediul Visual Studio